# De Gerlache (familie)

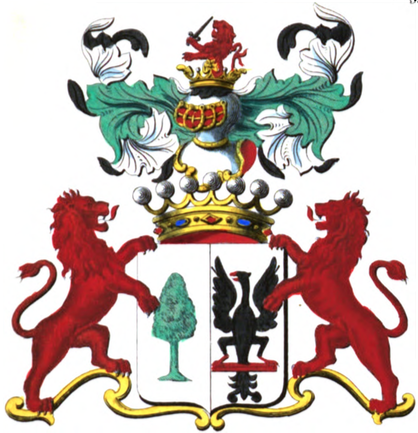

De Gerlache, ook de Gerlache de Gomery, is een Belgische adellijke familie.

## Geschiedenis
- In 1751 verleende keizerin Maria Theresia erfelijke adel aan Jean-Louis de Gerlache, heer van Gomery.

## Genealogie
- Jean-Louis de Gerlache (1711-1767) (zie hierboven), × Marie Sturm de Sturmrecht.
  - François de Gerlache de Waillimont (1743-1791), × Marguerite de Groulart (1744-1817). Hij was rechter in Gomery, heer van Biourge en Waillimont.
    - Pierre-Eugène de Gerlache (overleden in 1852), werd in 1843 erkend in de erfelijke adel maar lichtte de open brieven niet.
    - Jean Baptiste Anne de Gerlache de Biourge  (1767-1833) × Ernestine de Laittres (overleden in 1826). Hij was lid van de Hoge Raad van de Bossen en lid van de Tweede Kamer.
      - Eugène de Gerlache (zie hierna).

    - Joseph de Gerlache (zie hierna).
    - Etienne Constantin de Gerlache (zie hierna).

  - Jean-Baptiste de Gerlache de Gomery (* 1746), × Elisabeth de Senocq (1749-1842).
    - François Adolphe de Gerlache (zie hierna).
    - Bernard Adrien de Gerlache (zie hierna).

## Eugène de Gerlache
Eugène-Jean de Gerlache (Carignan, 15 mei 1826 - Luik, 23 september 1902) werd diplomaat en vervolgens priester en jezuïet. In 1844 werd hij erkend in de Belgische erfelijke adel.

## Joseph de Gerlache
- Anne-Joseph de Gerlache (Orgeo, 30 december 1780 - Differdange, 29 juli 1850) trouwde in 1850 in Izel met Jeanne du Rieux (1788-1873). Ze hadden zes kinderen. In 1844 werd hij erkend in de erfelijke Belgische adel.
  - Francis de Gerlache (Differdange, 16 mei 1810 - Bleid, 29 december 1894) trouwde in 1837 in Waillet met barones Guillemine van der Straten Waillet (1815-1864). Ze kregen dertien kinderen. Hij promoveerde tot doctor in de rechten en was arrondissementscommissaris in Diekirch, Namen en Charleroi. In 1885 kreeg hij de titel baron, overdraagbaar bij eerstgeboorte.
    - Paul de Gerlache (1838-1891) trouwde in 1873 in Nijvel met Marie de Lalieux (1850-1920), die na zijn overlijden religieuze werd.
    - Jeanne de Gerlache (1839-1904), religieuze.
    - Victoire de Gerlache (1842-1890, karmelietes.
    - Charles de Gerlache (1845-1932), priester.
    - Marguerite de Gerlache (1847-1921), abdis-stichteres bij de arme klaren te Eeklo (1893-1900) en abdis-stichteres bij de arme klaren in Aarlen (1900-1921).
    - Paul Joseph de Gerlache (1815-1914), erfde de baronstitel van zijn vader nadat zijn oudere broer er afstand van had gedaan. Hij trouwde in 1880 in Brasschaat met Cécile du Bois de Nevele (1851-1938). Ze hadden acht kinderen.

  - Eugène Auguste de Gerlache (Differdange, 30 januari 1821 - Hoei, 6 december 1893) trouwde in 1858 in Leignon met Léocadie van Eyll (1822-1901)
    - Alexandre de Gerlache de Waillimont (1860-1908), doctor in de rechten, van Luxemburgse nationaliteit, lid van de Kamer van volksvertegenwoordigers van het groothertogdom Luxemburg, trouwde in 1891 in Brussel met Louise Ablay (1863-1944). Ze hadden zes kinderen.
      - Jean de Gerlache (1893-1970), generaal-majoor in het Belgisch leger, trouwde in 1929 in Namen met Marie-Anne Cartuyvels de Collaert (1889-1971). Ze hadden drie dochters.
      - Raymond de Gerlache (1904-1961), doctor in de rechten, directeur in het ministerie van Defensie, trouwde in 1954 in Brussel met Marcelle de Dorlodot (1920- ). Met afstammelingen tot heden.

## Etienne de Gerlache
Etienne Constantin de Gerlache (Biourge, 26 oktober 1785 - Elsene, 10 februari 1871) was een van de stichters van het Belgisch koninkrijk. Hij trouwde met Anne Buschmann (1787-1839). Ze kregen vijf kinderen, zonder verder nageslacht. In 1844 werd hij erkend in de erfelijke adel met de titel baron, overdraagbaar bij eerstgeboorte.

## Adolphe de Gerlache
François Pontian Adolphe de Gerlache (Neufchâteau, 5 februari 1786 - Moustier-sur-Sambre, 20 januari 1858) trouwde in 1811 in Genepiën met Marie-Rose Jottrand (1783-1842). In 1844 verkreeg hij erkenning in de erfelijke adel. Ze kregen zes kinderen, maar deze familietak doofde uit in 1866.

## Adrien de Gerlache
- Bernard Adrien de Gerlache (Neufchâteau, 9 juli 1792 - Sint-Gillis, 16 februari 1859) trouwde in 1829 in Sart-Dame-Avelines met Philippine Gilot (1807-1871). In 1856 verkreeg hij erkenning in de erfelijke adel.
  - Théophile Adrien Auguste de Gerlache de Gomery (1832-1901), luitenant-kolonel, trouwde in Antwerpen in 1863 met Emma Biscops (1842-1940).
    - Adrien de Gerlache de Gomery (1866-1934), ontdekkingsreiziger. Met afstammelingen tot heden.